# Liste der Nummer-eins-Hits in Ungarn (2015)
Dies ist eine Liste der Nummer-eins-Hits in Ungarn im Jahr 2015. Sie basiert auf der Top 40 album-, DVD- és válogatáslemez-lista und der Rádiós Top 40 játszási lista der Magyar Hanglemezkiadók Szövetsége (Mahasz), dem ungarischen Vertreter der International Federation of the Phonographic Industry.

## Singles
| ← 2014 ← | Liste der Nummer-eins-Hits in Ungarn | Liste der Nummer-eins-Hits in Ungarn | Liste der Nummer-eins-Hits in Ungarn                                                                       | 2016 → |
| \| Zeitraum \| Wo. ges. \| Interpret \| Titel Autor(en) \| Zusätzliche Informationen \| \| (Zeitraum, Wochen auf Platz eins, Interpret, Titel, Autor[en], zusätzliche Informationen) \| \| \| \| \| \| ----------------------------------------------------------------------------------------- \| -------- \| ----------------------------------- \| ---------------------------------------------------------------------------------------------------------- \| ------------------------------------------------------------------------------------------------------------------------------------------------------------ \| \| 29. Dezember 2014 – 25. Januar 2015 4 Wochen (insgesamt 9) \| 9 \| Avicii \| The Days Brandon Flowers, Salem Al Fakir, Tim Bergling, Vincent Pontare \| – \| \| 26. Januar 2015 – 1. Februar 2015 1 Woche \| 1 \| Fritz Kalkbrenner \| Back Home Fritz Kalkbrenner \| – \| \| 2. Februar 2015 – 5. April 2015 9 Wochen (insgesamt 10) \| 10 \| Mark Ronson feat. Bruno Mars \| Uptown Funk Mark Ronson, Jeff Bhasker, Bruno Mars, Philip Lawrence \| – \| \| 6. April 2015 – 19. April 2015 2 Wochen \| 2 \| The Avener \| Fade Out Lines Tristan Casara \| – \| \| 20. April 2015 – 26. April 2015 1 Woche (insgesamt 10) \| 10 \| Mark Ronson feat. Bruno Mars \| Uptown Funk Mark Ronson, Jeff Bhasker, Bruno Mars, Philip Lawrence \| – \| \| 27. April 2015 – 3. Mai 2015 1 Woche (insgesamt 2) \| 2 \| Omi \| Cheerleader (Felix Jaehn Remix) Omar Samuel Pasley, Clifton Dillon, Mark Bradford, Ryan Dillon, Sly Dunbar \| – \| \| 4. Mai 2015 – 10. Mai 2015 1 Woche (insgesamt 3) \| 3 \| Kygo feat. Conrad \| Firestone Conrad Sewell, Kyrre Gørvell-Dahll \| – \| \| 11. Mai 2015 – 17. Mai 2015 1 Woche \| 1 \| Kwabs \| Walk Jonny Lattimer, Kwabena Adjepong \| – \| \| 18. Mai 2015 – 31. Mai 2015 2 Wochen (insgesamt 3) \| 3 \| Kygo feat. Conrad \| Firestone Conrad Sewell, Kyrre Gørvell-Dahll \| – \| \| 1. Juni 2015 – 7. Juni 2015 1 Woche (insgesamt 2) \| 2 \| Madcon feat. Ray Dalton \| Don’t Worry Teddy Sky, Tshawe Baqwa, Yosef Wolde-Mariam, Johnny Powers Severin, Ray Dalton \| Der erste große Hit der Norweger, Beggin’, war 2009 noch auf Platz zwei stehengeblieben, der dritte Chartsong brachte sie sechs Jahre später auf Platz eins. \| \| 8. Juni 2015 – 14. Juni 2015 1 Woche \| 1 \| Wellhello × Halott Pénz \| Emlékszem, Sopronban (A Volt Fesztivál Himnusza) \| – \| \| 15. Juni 2015 – 21. Juni 2015 1 Woche (insgesamt 2) \| 2 \| Omi \| Cheerleader (Felix Jaehn Remix) Omar Samuel Pasley, Clifton Dillon, Mark Bradford, Ryan Dillon, Sly Dunbar \| – \| \| 22. Juni 2015 – 28. Juni 2015 1 Woche (insgesamt 2) \| 2 \| Madcon feat. Ray Dalton \| Don’t Worry Teddy Sky, Tshawe Baqwa, Yosef Wolde-Mariam, Johnny Powers Severin, Ray Dalton \| – \| \| 29. Juni 2015 – 5. Juli 2015 1 Woche (insgesamt 2) \| 2 \| Felix Jaehn feat. Jasmine Thompson \| Ain’t Nobody (Loves Me Better) David Wolinski \| – \| \| 6. Juli 2015 – 26. Juli 2015 3 Wochen \| 3 \| Major Lazer & DJ Snake feat. Mø \| Lean On Thomas Wesley Pentz, Karen Marie Ørsted, William Grigahcine, Philip Meckseper \| – \| \| 27. Juli 2015 – 20. September 2015 8 Wochen \| 8 \| Avicii \| Waiting for Love Simon Aldred, Salem Al Fakir, Tim Bergling, Vincent Pontare, Martin Garrix \| Zum zweiten Mal in diesem Jahr und zum siebten Mal insgesamt stand der Schwede an der Spitze der ungarischen Radiocharts. \| \| 21. September 2015 – 27. September 2015 1 Woche (insgesamt 2) \| 2 \| Felix Jaehn feat. Jasmine Thompson \| Ain’t Nobody (Loves Me Better) David Wolinski \| – \| \| 28. September 2015 – 11. Oktober 2015 2 Wochen \| 2 \| Wellhello \| Gyere és táncolj \| – \| \| 12. Oktober 2015 – 25. Oktober 2015 2 Wochen (insgesamt 4) \| 4 \| Lost Frequencies feat. Janieck Devy \| Reality Felix de Laet, Radboud Miedema, Janieck van de Polder \| – \| \| 26. Oktober 2015 – 1. November 2015 1 Woche (insgesamt 3) \| 3 \| Avicii \| For a Better Day Tim Bergling, Alex Ebert \| – \| \| 2. November 2015 – 8. November 2015 1 Woche (insgesamt 4) \| 4 \| Lost Frequencies feat. Janieck Devy \| Reality Felix de Laet, Radboud Miedema, Janieck van de Polder \| – \| \| 9. November 2015 – 15. November 2015 1 Woche (insgesamt 3) \| 3 \| Avicii \| For a Better Day Tim Bergling, Alex Ebert \| – \| \| 16. November 2015 – 22. November 2015 1 Woche (insgesamt 4) \| 4 \| Lost Frequencies feat. Janieck Devy \| Reality Felix de Laet, Radboud Miedema, Janieck van de Polder \| – \| \| 23. November 2015 – 29. November 2015 1 Woche (insgesamt 3) \| 3 \| Avicii \| For a Better Day Tim Bergling, Alex Ebert \| – \| \| 30. November 2015 – 13. Dezember 2015 2 Wochen (insgesamt 5) \| 5 \| Adele \| Hello Greg Kurstin, Adele Adkins \| – \| \| 14. Dezember 2015 – 20. Dezember 2015 1 Woche \| 1 \| Kygo feat. Ella Henderson \| Here for You Kyrre Gørvell-Dahll, Ella Henderson \| – \| \| 21. Dezember 2015 – 10. Januar 2016 3 Wochen (insgesamt 5) \| 5 \| Adele \| Hello Greg Kurstin, Adele Adkins \| – \| |                                      |                                      | | |
| ← 2014 |                                      |                                      | | → 2016 → |
| Zeitraum | Wo. ges.                             | Interpret                            | Titel Autor(en)                                                                                            | Zusätzliche Informationen |
| (Zeitraum, Wochen auf Platz eins, Interpret, Titel, Autor[en], zusätzliche Informationen) |                                      |                                      | | |
| 29. Dezember 2014 – 25. Januar 2015 4 Wochen (insgesamt 9) | 9                                    | Avicii                               | The Days Brandon Flowers, Salem Al Fakir, Tim Bergling, Vincent Pontare                                    | – |
| 26. Januar 2015 – 1. Februar 2015 1 Woche | 1                                    | Fritz Kalkbrenner                    | Back Home Fritz Kalkbrenner                                                                                | – |
| 2. Februar 2015 – 5. April 2015 9 Wochen (insgesamt 10) | 10                                   | Mark Ronson feat. Bruno Mars         | Uptown Funk Mark Ronson, Jeff Bhasker, Bruno Mars, Philip Lawrence                                         | – |
| 6. April 2015 – 19. April 2015 2 Wochen | 2                                    | The Avener                           | Fade Out Lines Tristan Casara                                                                              | – |
| 20. April 2015 – 26. April 2015 1 Woche (insgesamt 10) | 10                                   | Mark Ronson feat. Bruno Mars         | Uptown Funk Mark Ronson, Jeff Bhasker, Bruno Mars, Philip Lawrence                                         | – |
| 27. April 2015 – 3. Mai 2015 1 Woche (insgesamt 2) | 2                                    | Omi                                  | Cheerleader (Felix Jaehn Remix) Omar Samuel Pasley, Clifton Dillon, Mark Bradford, Ryan Dillon, Sly Dunbar | – |
| 4. Mai 2015 – 10. Mai 2015 1 Woche (insgesamt 3) | 3                                    | Kygo feat. Conrad                    | Firestone Conrad Sewell, Kyrre Gørvell-Dahll                                                               | – |
| 11. Mai 2015 – 17. Mai 2015 1 Woche | 1                                    | Kwabs                                | Walk Jonny Lattimer, Kwabena Adjepong                                                                      | – |
| 18. Mai 2015 – 31. Mai 2015 2 Wochen (insgesamt 3) | 3                                    | Kygo feat. Conrad                    | Firestone Conrad Sewell, Kyrre Gørvell-Dahll                                                               | – |
| 1. Juni 2015 – 7. Juni 2015 1 Woche (insgesamt 2) | 2                                    | Madcon feat. Ray Dalton              | Don’t Worry Teddy Sky, Tshawe Baqwa, Yosef Wolde-Mariam, Johnny Powers Severin, Ray Dalton                 | Der erste große Hit der Norweger, Beggin’, war 2009 noch auf Platz zwei stehengeblieben, der dritte Chartsong brachte sie sechs Jahre später auf Platz eins. |
| 8. Juni 2015 – 14. Juni 2015 1 Woche | 1                                    | Wellhello × Halott Pénz              | Emlékszem, Sopronban (A Volt Fesztivál Himnusza)                                                           | – |
| 15. Juni 2015 – 21. Juni 2015 1 Woche (insgesamt 2) | 2                                    | Omi                                  | Cheerleader (Felix Jaehn Remix) Omar Samuel Pasley, Clifton Dillon, Mark Bradford, Ryan Dillon, Sly Dunbar | – |
| 22. Juni 2015 – 28. Juni 2015 1 Woche (insgesamt 2) | 2                                    | Madcon feat. Ray Dalton              | Don’t Worry Teddy Sky, Tshawe Baqwa, Yosef Wolde-Mariam, Johnny Powers Severin, Ray Dalton                 | – |
| 29. Juni 2015 – 5. Juli 2015 1 Woche (insgesamt 2) | 2                                    | Felix Jaehn feat. Jasmine Thompson   | Ain’t Nobody (Loves Me Better) David Wolinski                                                              | – |
| 6. Juli 2015 – 26. Juli 2015 3 Wochen | 3                                    | Major Lazer & DJ Snake feat. Mø      | Lean On Thomas Wesley Pentz, Karen Marie Ørsted, William Grigahcine, Philip Meckseper                      | – |
| 27. Juli 2015 – 20. September 2015 8 Wochen | 8                                    | Avicii                               | Waiting for Love Simon Aldred, Salem Al Fakir, Tim Bergling, Vincent Pontare, Martin Garrix                | Zum zweiten Mal in diesem Jahr und zum siebten Mal insgesamt stand der Schwede an der Spitze der ungarischen Radiocharts.                                    |
| 21. September 2015 – 27. September 2015 1 Woche (insgesamt 2) | 2                                    | Felix Jaehn feat. Jasmine Thompson   | Ain’t Nobody (Loves Me Better) David Wolinski                                                              | – |
| 28. September 2015 – 11. Oktober 2015 2 Wochen | 2                                    | Wellhello                            | Gyere és táncolj                                                                                           | – |
| 12. Oktober 2015 – 25. Oktober 2015 2 Wochen (insgesamt 4) | 4                                    | Lost Frequencies feat. Janieck Devy  | Reality Felix de Laet, Radboud Miedema, Janieck van de Polder                                              | – |
| 26. Oktober 2015 – 1. November 2015 1 Woche (insgesamt 3) | 3                                    | Avicii                               | For a Better Day Tim Bergling, Alex Ebert                                                                  | – |
| 2. November 2015 – 8. November 2015 1 Woche (insgesamt 4) | 4                                    | Lost Frequencies feat. Janieck Devy  | Reality Felix de Laet, Radboud Miedema, Janieck van de Polder                                              | – |
| 9. November 2015 – 15. November 2015 1 Woche (insgesamt 3) | 3                                    | Avicii                               | For a Better Day Tim Bergling, Alex Ebert                                                                  | – |
| 16. November 2015 – 22. November 2015 1 Woche (insgesamt 4) | 4                                    | Lost Frequencies feat. Janieck Devy  | Reality Felix de Laet, Radboud Miedema, Janieck van de Polder                                              | – |
| 23. November 2015 – 29. November 2015 1 Woche (insgesamt 3) | 3                                    | Avicii                               | For a Better Day Tim Bergling, Alex Ebert                                                                  | – |
| 30. November 2015 – 13. Dezember 2015 2 Wochen (insgesamt 5) | 5                                    | Adele                                | Hello Greg Kurstin, Adele Adkins                                                                           | – |
| 14. Dezember 2015 – 20. Dezember 2015 1 Woche | 1                                    | Kygo feat. Ella Henderson            | Here for You Kyrre Gørvell-Dahll, Ella Henderson                                                           | – |
| 21. Dezember 2015 – 10. Januar 2016 3 Wochen (insgesamt 5) | 5                                    | Adele                                | Hello Greg Kurstin, Adele Adkins                                                                           | – |

## Alben
| ← 2014 ← | Liste der Nummer-eins-Hits in Ungarn | Liste der Nummer-eins-Hits in Ungarn | Liste der Nummer-eins-Hits in Ungarn | 2016 → |
| \| Zeitraum \| Wo. ges. \| Interpret \| Titel \| Zusätzliche Informationen \| \| (Zeitraum, Wochen auf Platz eins, Interpret, Titel, zusätzliche Informationen) \| \| \| \| \| \| ------------------------------------------------------------------------------ \| -------- \| ------------------------- \| ----------------------------------- \| ------------------------------------------------------------------------------------------------------------------------------------------------------------------------------------------------------------------------------------------------------------------------------------------------------------------ \| \| 22. Dezember 2014 – 4. Januar 2015 2 Wochen \| 2 \| (Musical) \| A Játékkészítő \| – \| \| 5. Januar 2015 – 11. Januar 2015 1 Woche (insgesamt 3) \| 3 \| Dynamic \| Csak a név számít \| – \| \| 12. Januar 2015 – 18. Januar 2015 1 Woche \| 1 \| Intim Torna Illegál \| Mindenkinek igaza van \| – \| \| 19. Januar 2015 – 25. Januar 2015 1 Woche (insgesamt 2) \| 2 \| David Guetta \| Listen \| – \| \| 26. Januar 2015 – 1. Februar 2015 1 Woche (insgesamt 9) \| 9 \| Tankcsapda \| Urai vagyunk a helyzetnek \| Zum zehnten Mal erreichte die Metalband Platz eins der Charts. \| \| 2. Februar 2015 – 8. Februar 2015 1 Woche \| 1 \| Diana Krall \| Wallflower \| – \| \| 9. Februar 2015 – 15. Februar 2015 1 Woche \| 1 \| Kalapács \| Enigma \| 2012 war die Heavy-Metal-Band um József Kalapács erstmals auf Platz eins gewesen, zum zweiten Mal in Folge standen sie nun an der Spitze. \| \| 16. Februar 2015 – 22. Februar 2015 1 Woche \| 1 \| Hungarica \| Oltalmadat remélem \| – \| \| 23. Februar 2015 – 8. März 2015 2 Wochen (insgesamt 9) \| 9 \| Tankcsapda \| Urai vagyunk a helyzetnek \| – \| \| 9. März 2015 – 15. März 2015 1 Woche \| 1 \| Madonna \| Rebel Heart \| – \| \| 16. März 2015 – 29. März 2015 2 Wochen \| 2 \| Edda Művek \| A sólyom népe \| Schon fünfmal war die Rockband auf Platz zwei der Albumcharts gewesen und 15-mal in den Top 10, diesmal gelang ihnen erstmals der Sprung bis ganz an die Spitze. \| \| 30. März 2015 – 5. April 2015 1 Woche \| 1 \| ByTheWay \| … For Life \| 2013 hatte die Band das Finale der vierten Staffel von X-Faktor verloren. Mit diesem Album und den Top-10-Singles Álmodj még und You’ve Got It feierten sie ein erfolgreiches Debüt. \| \| 6. April 2015 – 12. April 2015 1 Woche \| 1 \| Rockopera \| Vazul vére \| – \| \| 13. April 2015 – 3. Mai 2015 3 Wochen \| 3 \| Ossian \| Lélekerő \| Die Heavy-Metal-Band aus Budapest, die schon fast 30 Jahre besteht, hatte nicht nur einfach ein weiteres Nummer-eins-Album, die älteren Alben kehrten alle in die Charts zurück, sodass 18 Plätze der Top 40 in der ersten Woche an Ossian gingen. Sie belegten die ersten sechs Plätze bzw. 11 Plätze der Top 12. \| \| 4. Mai 2015 – 10. Mai 2015 1 Woche (insgesamt 3) \| 3 \| Republic \| Rajzoljunk álmokat! \| – \| \| 11. Mai 2015 – 24. Mai 2015 2 Wochen (insgesamt 13) \| 13 \| Ganxsta Zolee és a Kartel \| 20 év gengszter rap – Tribute album \| Zum 20-jährigen Jubiläum gaben der Rapper und seine Crew ein Konzert, bei dem sie ihre Hits der vergangenen Jahre zusammen mit zahlreichen Gastmusikern spielten.[1] Das Album dazu wurde ihr fünftes und ihr erfolgreichstes Nummer-eins-Album. \| \| 25. Mai 2015 – 31. Mai 2015 1 Woche (insgesamt 3) \| 3 \| Republic \| Rajzoljunk álmokat! \| – \| \| 1. Juni 2015 – 16. August 2015 11 Wochen (insgesamt 13) \| 13 \| Ganxsta Zolee és a Kartel \| 20 év gengszter rap – Tribute album \| – \| \| 17. August 2015 – 23. August 2015 1 Woche (insgesamt 3) \| 3 \| Republic \| Rajzoljunk álmokat! \| – \| \| 24. August 2015 – 30. August 2015 1 Woche \| 1 \| Sing Sing \| Visszaesők \| Nach dem Ende des Kommunismus war die Rockband eine der Musikgruppen der ersten Jahre. Die Alben belegten aber nur hintere Plätze in den Top 40. 2013 entstand die Band wieder neu und krönte die Rückkehr mit ihrem ersten Nummer-eins-Album.[2] \| \| 31. August 2015 – 6. September 2015 1 Woche (insgesamt 3) \| 3 \| Iron Maiden \| The Book of Souls \| – \| \| 7. September 2015 – 13. September 2015 1 Woche \| 1 \| Paddy and the Rats \| Lonely Hearts’ Boulevard \| Es war bereits das vierte Album der Irish-Folk-Punkband aus Ungarn[3], aber die erste Chartplatzierung. Und die führte sie sofort auf Platz eins. \| \| 14. September 2015 – 27. September 2015 2 Wochen (insgesamt 3) \| 3 \| Iron Maiden \| The Book of Souls \| – \| \| 28. September 2015 – 8. November 2015 6 Wochen \| 6 \| Ákos \| Még egyszer \| – \| \| 9. November 2015 – 13. Dezember 2015 5 Wochen (insgesamt 12) \| 12 \| Tankcsapda \| Jubileum 25 (Főnix Koncert) \| Zum zehnten Mal erreichte die Metalband Platz eins der Charts. \| \| 14. Dezember 2015 – 20. Dezember 2015 1 Woche \| 1 \| Adele \| 25 \| – \| \| 21. Dezember 2015 – 27. Dezember 2015 1 Woche (insgesamt 12) \| 12 \| Tankcsapda \| Jubileum 25 (Főnix Koncert) \| – \| \| 28. Dezember 2015 – 3. Januar 2016 1 Woche \| 1 \| (Musical) \| A Játékkészítő \| – \| |                                      |                                      |                                      | |
| ← 2014 |                                      |                                      |                                      | → 2016 → |
| Zeitraum | Wo. ges.                             | Interpret                            | Titel                                | Zusätzliche Informationen |
| (Zeitraum, Wochen auf Platz eins, Interpret, Titel, zusätzliche Informationen) |                                      |                                      |                                      | |
| 22. Dezember 2014 – 4. Januar 2015 2 Wochen | 2                                    | (Musical)                            | A Játékkészítő                       | – |
| 5. Januar 2015 – 11. Januar 2015 1 Woche (insgesamt 3) | 3                                    | Dynamic                              | Csak a név számít                    | – |
| 12. Januar 2015 – 18. Januar 2015 1 Woche | 1                                    | Intim Torna Illegál                  | Mindenkinek igaza van                | – |
| 19. Januar 2015 – 25. Januar 2015 1 Woche (insgesamt 2) | 2                                    | David Guetta                         | Listen                               | – |
| 26. Januar 2015 – 1. Februar 2015 1 Woche (insgesamt 9) | 9                                    | Tankcsapda                           | Urai vagyunk a helyzetnek            | Zum zehnten Mal erreichte die Metalband Platz eins der Charts. |
| 2. Februar 2015 – 8. Februar 2015 1 Woche | 1                                    | Diana Krall                          | Wallflower                           | – |
| 9. Februar 2015 – 15. Februar 2015 1 Woche | 1                                    | Kalapács                             | Enigma                               | 2012 war die Heavy-Metal-Band um József Kalapács erstmals auf Platz eins gewesen, zum zweiten Mal in Folge standen sie nun an der Spitze. |
| 16. Februar 2015 – 22. Februar 2015 1 Woche | 1                                    | Hungarica                            | Oltalmadat remélem                   | – |
| 23. Februar 2015 – 8. März 2015 2 Wochen (insgesamt 9) | 9                                    | Tankcsapda                           | Urai vagyunk a helyzetnek            | – |
| 9. März 2015 – 15. März 2015 1 Woche | 1                                    | Madonna                              | Rebel Heart                          | – |
| 16. März 2015 – 29. März 2015 2 Wochen | 2                                    | Edda Művek                           | A sólyom népe                        | Schon fünfmal war die Rockband auf Platz zwei der Albumcharts gewesen und 15-mal in den Top 10, diesmal gelang ihnen erstmals der Sprung bis ganz an die Spitze. |
| 30. März 2015 – 5. April 2015 1 Woche | 1                                    | ByTheWay                             | … For Life                           | 2013 hatte die Band das Finale der vierten Staffel von X-Faktor verloren. Mit diesem Album und den Top-10-Singles Álmodj még und You’ve Got It feierten sie ein erfolgreiches Debüt. |
| 6. April 2015 – 12. April 2015 1 Woche | 1                                    | Rockopera                            | Vazul vére                           | – |
| 13. April 2015 – 3. Mai 2015 3 Wochen | 3                                    | Ossian                               | Lélekerő                             | Die Heavy-Metal-Band aus Budapest, die schon fast 30 Jahre besteht, hatte nicht nur einfach ein weiteres Nummer-eins-Album, die älteren Alben kehrten alle in die Charts zurück, sodass 18 Plätze der Top 40 in der ersten Woche an Ossian gingen. Sie belegten die ersten sechs Plätze bzw. 11 Plätze der Top 12. |
| 4. Mai 2015 – 10. Mai 2015 1 Woche (insgesamt 3) | 3                                    | Republic                             | Rajzoljunk álmokat!                  | – |
| 11. Mai 2015 – 24. Mai 2015 2 Wochen (insgesamt 13) | 13                                   | Ganxsta Zolee és a Kartel            | 20 év gengszter rap – Tribute album  | Zum 20-jährigen Jubiläum gaben der Rapper und seine Crew ein Konzert, bei dem sie ihre Hits der vergangenen Jahre zusammen mit zahlreichen Gastmusikern spielten. Das Album dazu wurde ihr fünftes und ihr erfolgreichstes Nummer-eins-Album.                                                                      |
| 25. Mai 2015 – 31. Mai 2015 1 Woche (insgesamt 3) | 3                                    | Republic                             | Rajzoljunk álmokat!                  | – |
| 1. Juni 2015 – 16. August 2015 11 Wochen (insgesamt 13) | 13                                   | Ganxsta Zolee és a Kartel            | 20 év gengszter rap – Tribute album  | – |
| 17. August 2015 – 23. August 2015 1 Woche (insgesamt 3) | 3                                    | Republic                             | Rajzoljunk álmokat!                  | – |
| 24. August 2015 – 30. August 2015 1 Woche | 1                                    | Sing Sing                            | Visszaesők                           | Nach dem Ende des Kommunismus war die Rockband eine der Musikgruppen der ersten Jahre. Die Alben belegten aber nur hintere Plätze in den Top 40. 2013 entstand die Band wieder neu und krönte die Rückkehr mit ihrem ersten Nummer-eins-Album.                                                                     |
| 31. August 2015 – 6. September 2015 1 Woche (insgesamt 3) | 3                                    | Iron Maiden                          | The Book of Souls                    | – |
| 7. September 2015 – 13. September 2015 1 Woche | 1                                    | Paddy and the Rats                   | Lonely Hearts’ Boulevard             | Es war bereits das vierte Album der Irish-Folk-Punkband aus Ungarn, aber die erste Chartplatzierung. Und die führte sie sofort auf Platz eins. |
| 14. September 2015 – 27. September 2015 2 Wochen (insgesamt 3) | 3                                    | Iron Maiden                          | The Book of Souls                    | – |
| 28. September 2015 – 8. November 2015 6 Wochen | 6                                    | Ákos                                 | Még egyszer                          | – |
| 9. November 2015 – 13. Dezember 2015 5 Wochen (insgesamt 12) | 12                                   | Tankcsapda                           | Jubileum 25 (Főnix Koncert)          | Zum zehnten Mal erreichte die Metalband Platz eins der Charts. |
| 14. Dezember 2015 – 20. Dezember 2015 1 Woche | 1                                    | Adele                                | 25                                   | – |
| 21. Dezember 2015 – 27. Dezember 2015 1 Woche (insgesamt 12) | 12                                   | Tankcsapda                           | Jubileum 25 (Főnix Koncert)          | – |
| 28. Dezember 2015 – 3. Januar 2016 1 Woche | 1                                    | (Musical)                            | A Játékkészítő                       | – |